# Мраморное мясо

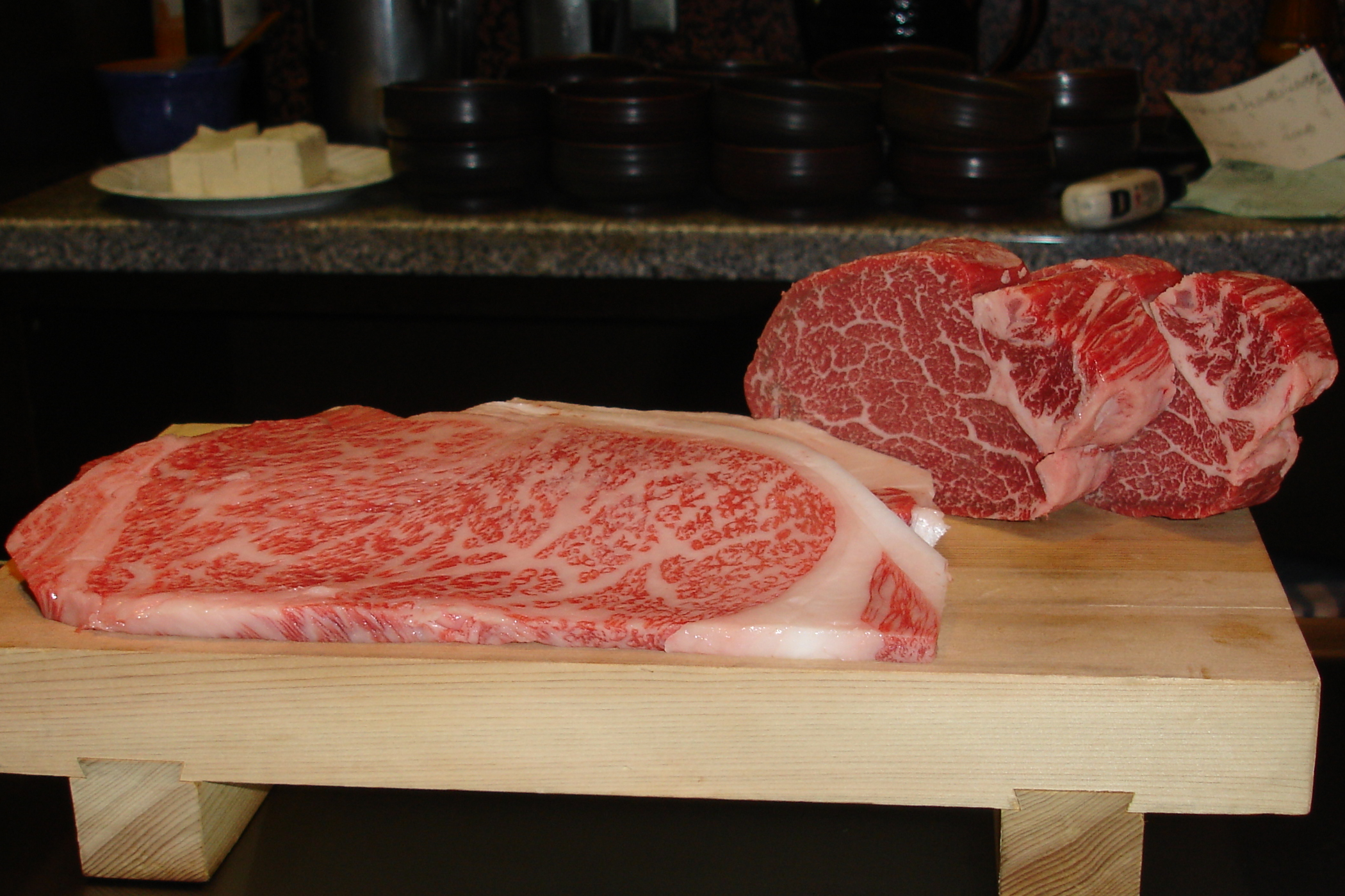
Говядина Кобе, Япония

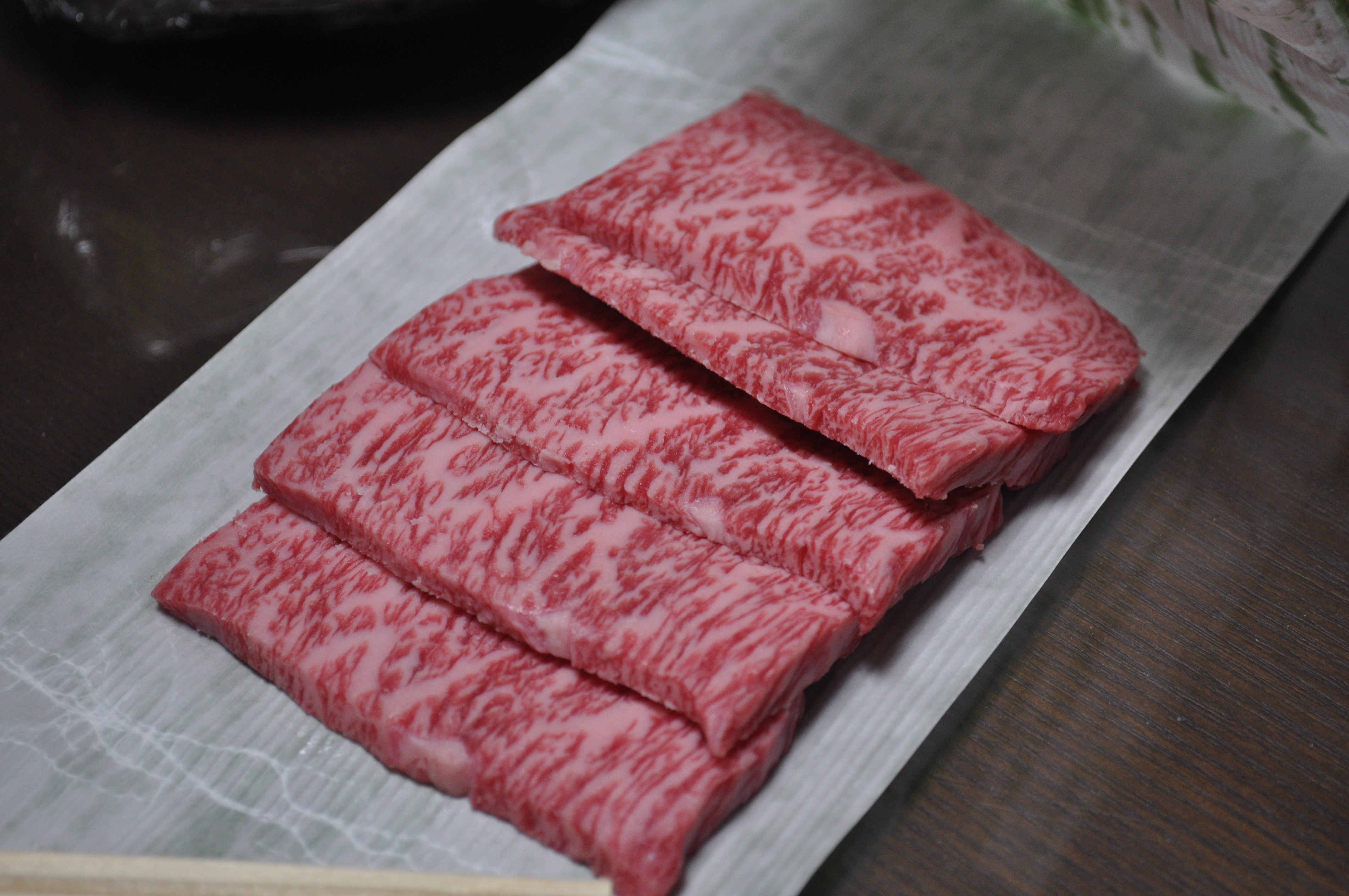
Мясо коров породы Вагю

Мраморное мясо — мясо млекопитающих, обычно красное, которое содержит различные количества внутримышечного жира, придавая ему вид, напоминающий мраморный узор. Чаще всего этот термин используется для говядины, но также может быть использован для свинины (порода Токио-Икс, Дюрок, Вьетнамская вислобрюхая, Венгерская мангалица) и конины (мясо якутской лошади). Телятина мало подвержена образованию мраморности, так как у молодого рогатого скота сначала развивается подкожный жир, жир вокруг почки, сердца, жир в тазовой области. Во вторую очередь образовывается межмышечный жир, и только в последнюю - внутримышечный. Мраморное мясо является деликатесом из-за малой доли в общем объёме производимого мяса, в то время как спрос на него увеличивается.

## Мраморная говядина

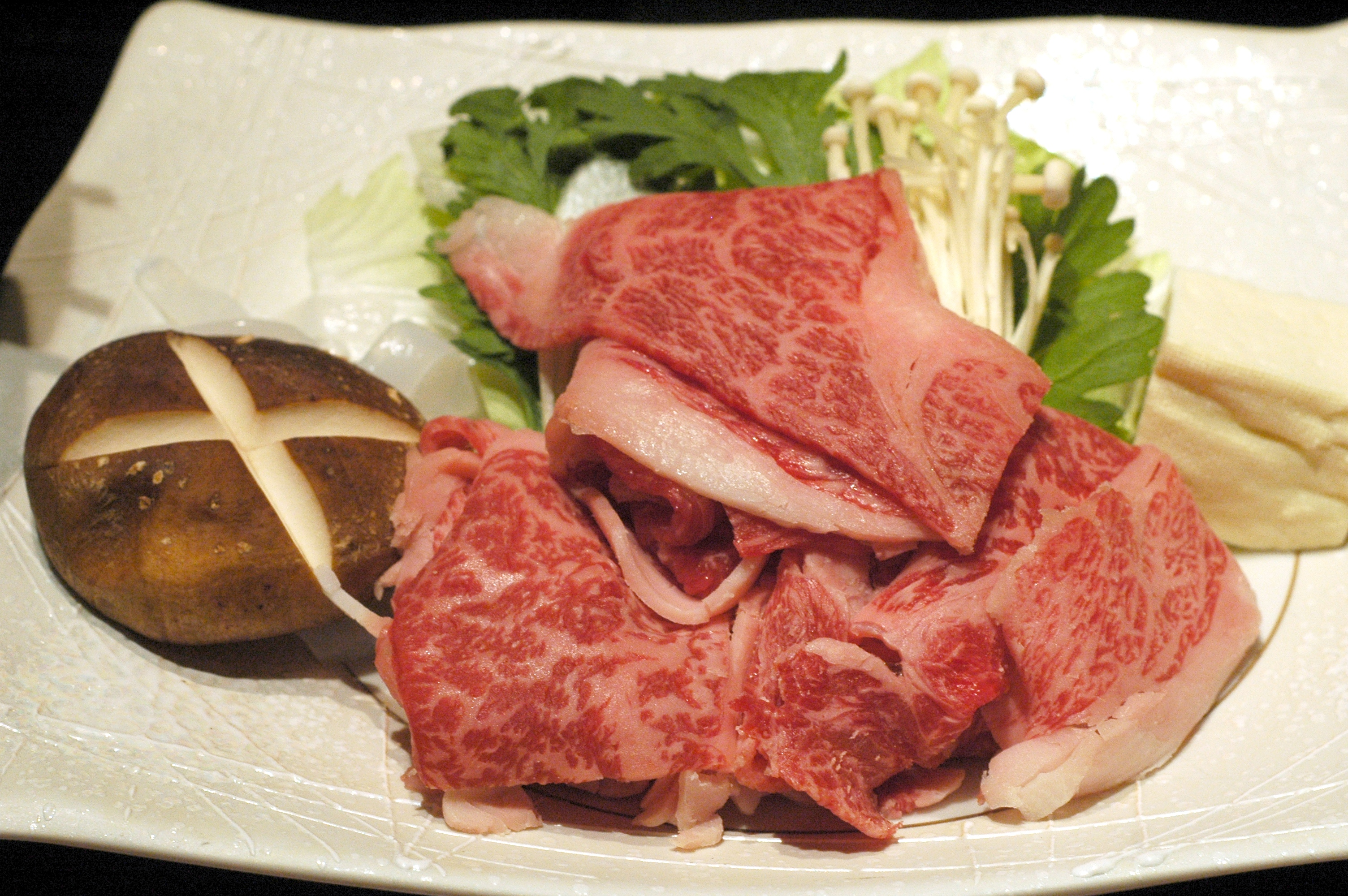
Ингредиенты для сукияки

Мраморность мяса — наличие внутримышечного жира в мясе животного. Оценщики рассматривают объём и распределение мраморности в длиннейшей мышце спины (Longissimus dorsi) на поверхности реза после того, как надрез был совершён между 12-м и 13-м ребрами. 
Степень мраморности является одним из основных критериев определения категории качества.

## Факторы, влияющие на мраморность говядины

### Селекция
Мраморность зависит от породы и генетической предрасположенности животного к образованию мраморности, а также от селекции. Крупный рогатый скот таких мясных пород как абердин-ангус, шортгорнская и вагю и таких молочных, как джерсейская, голштинская  и бурая швицкая, имеют более высокие баллы мраморности в среднем крупного рогатого скота по сравнению с другими породами, такими как симментальская, шароле или кианская.

### Питание
Мраморность также зависит от времени кормления и типа корма. Чем дольше скот кормят высококалорийной пищей, тем больше шансов, что он будет иметь более высокие показатели качества, но значительно меньшее количество мраморного мяса (в процентах от туши, то есть соотношение постного мяса к мраморному). Кормление скота большим количеством злаковых культур, таких как кукуруза или ячмень, изменит цвет жира из желтоватого до белого. Вдобавок увеличатся шансы на получение более высокого класса качества в соответствии с данными Министерства сельского хозяйства США.

### Физическая активность
Низкая физическая активность также является фактором, влияющим на мраморность. У коров и бычков, которые выросли в тесных стойлах, мясо становится мягче, чем у животных свободного выпаса. Тем самым животные, ограниченные в движении, легко накапливают внутримышечный жир, их мясо становится мягким. А коровы свободного выпаса употребляют богатую клетчаткой траву (а не злаки), и имеют серьёзные силовые нагрузки на мышцы во время ходьбы.
Однако общепринятой во всём мире технологией выращивания и откорма крупного рогатого скота для получения мраморного мяса являются фидлоты — площадки для заключительного откорма высококалорийными рационами в течение не менее 120 дней до убоя, тогда как первое время животные находятся в свободном выпасе.
Особая технология выращивания бычков — Kobe. По этой технологии телят выпаивают молоком до 4—6 мес, а затем их переводят на пастбищный выпас, где они живут вольной жизнью, практически без вмешательства человека. Подросших на пастбищах до определенной массы тела бычков размещают в индивидуальных комнатах со звуконепроницаемыми стенами и подвешивают на вожжах. Делается это для того, чтобы бычки не могли двигаться, но и не лежали, так как мышцы животного должны быть в напряжении для равномерного распределения жировых прослоек в мышечных тканях.
В этот период бычков кормят отборным зерном и для улучшения аппетита поят высококачественным пивом. Сочетание витамина В1, содержащегося в корме со слабым алкоголем, усиливает отложение жира. Чем дольше бычка кормят зерном, тем больше «мраморность» его мяса. Средний стандарт зернового откорма: 200—300 дней. Чтобы жир ушел вглубь мышц и образовал тонкие прожилки в мышечной ткани..

## Мраморная свинина
Так же как и в случае с говядиной, на мраморность свинины влияет количество внутримышечного жира, который образует характерный рисунок, похожий на текстуру мрамора. Мраморность определяется не химически по количеству жира, а визуально на срезе. Для этого мясо должно пройти правильную процедуру охлаждения и не подвергаться сильному воздействию света. Единого стандарта для оценки мраморности не существует. Считается, что «хорошая» мраморность должна проявляться на срезе равномерно и более мелкой сеткой, а не крупными прожилками.
Вкусовые свойства мраморной свинины однозначно описаны в зарубежных исследованиях, однако, в отличие от говядины, мраморность свинины не имеет такого высокого влияния на общие вкусовые качества мяса. Мраморная свинина чуть мягче и сочнее обычной, а также быстрее готовится, что может быть важно для отдельных блюд и способов подачи. Намного больше на вкус влияет уровень pH, который слабо коррелирует с мраморностью.
Мраморная свинина дороже обычной в производстве и, соответственно дороже для потребителя. При этом покупатели неоднозначно реагируют на мраморность свинины, так в недавнем исследовании учёных из Таиланда мясо разделили на три уровня мраморности, от низкого до высокого, и по вкусовым свойствам предпочтительной оказалась свинина с высокой мраморностью, то есть большим содержанием жира; однако при покупке потребитель визуально склонен выбирать средний уровень мраморности и жирности.

### Факторы, влияющие на мраморность свинины
Настоящая мраморная свинина получается только из свиней определённой породы: Токио-Икс, Дюрок, Вьетнамская вислобрюхая, Венгерская мангалица. Также были сообщения о том, что омские свиноводы вывели подходящий вид путём скрещивания, получив породу Хайрок (Дюрок плюс Пьетрен).
Животные этих пород, помимо рекомендованных для них условий, должны содержаться на специальной высокобелковой диете. Свиньи получают больше зерновых, откорм длится до двух раз дольше обычного. После забоя мраморность (проявление жировых прожилок на срезе) у продукта появляется не сразу, а в процессе охлаждения при температуре 4 градуса по Цельсию. Транспортируется и продаётся мраморная свинина в охлаждённом, не замороженном виде.